# Istoria medicinei moderne
Istoria medicinei moderne este acea parte a istoriei medicinei care începe în secolul al XVII-lea, când Renașterea și Iluminismul eliberează medicina de toate dogmele și elementele pseudoștiințifice, până în epoca modernă, mai exact până în 1945 când se consideră începutul medicinei contemporane.

## Secolul al XVII-lea
În acest secol se consolidează și se adâncesc epocalele cuceriri ale Renașterii. În special, se afirmă cu tărie acele principii metodologice care vor conduce la constituirea științei medicale moderne. Newton, Leibniz și Galilei au promovat și au consfințit pentru totdeauna metoda științifică. De aici înainte, la baza cercetării medicale observația, experimentul și raționamentul.